# Графенберг (Ройтлінген)
Графенберг (нім. Grafenberg) — громада в Німеччині, знаходиться в землі Баден-Вюртемберг. Підпорядковується адміністративному округу Тюбінген. Входить до складу району Ройтлінген.
Площа — 3,51 км2. Населення становить 2761 ос. (станом на 31 грудня 2020).